# Vice de forme (recueil de nouvelles)
Pour la notion de droit, voir Vice de forme.

Vice de forme (Vizio di forma) est un recueil de nouvelles de science-fiction de l'écrivain italien Primo Levi. Il a été publié chez Einaudi en 1971.